# تاد لوشکو
تاد لوشکو (انگلیسی: Todd Hlushko؛ زادهٔ ۷ فوریهٔ ۱۹۷۰) بازیکن هاکی روی یخ اهل کانادا بود.
از باشگاه‌هایی که در آن بازی کرده‌است می‌توان به کلگری فلیمس و فیلادلفیا فلایرز اشاره کرد.